# Entwine
Gli Entwine sono un gruppo gothic metal finlandese, fondato nel marzo 1995 dal batterista Aksu Hanttu, dal cantante e chitarrista Tom Mikkola e dal bassista T. Taipale. Avendo riscosso un discreto successo, sono una band abbastanza nota nella recente scena gothic finlandese e ne hanno contribuito allo sviluppo, assieme a gruppi più quotati e per questo precursori della stessa come HIM e Sentenced.

## Carriera
Inizialmente il gruppo suonava death metal. Questo modo di fare musica però non permetteva di variare molto la struttura delle composizioni e la scelta si rivelò presto frustrante ai fini della musica, perché il death imponeva evidenti limiti alla loro creatività; così decisero di mutare lo stile verso sonorità più gothic, diventando una band più melodica e trovando così la propria strada due anni dopo. La band, però, aveva anche bisogno di nuovi musicisti per completare la formazione e nell'autunno del 1997, grazie al supporto del nuovo cantante e secondo chitarrista P. Willman, viene registrato il primo demo Divine Infinity.
Nel febbraio 1998 si aggiunge al gruppo la tastierista Riitta Heikkonen e l'anno successivo, precisamente nel settembre 1999, gli Entwine registrano il primo album The Treasures Within Hearts. Poco dopo, P. Willman e T. Taipale lasciano la band, e gli altri componenti decidono di trovare un nuovo cantante e un nuovo bassista, e così Mika Tauriainen e Joni Miettinen fanno il loro ingresso nel gruppo. Nel 2001 si aggiunge il nuovo chitarrista Jaani Kähkönen, all'inizio solo come live sessionist, ma successivamente trova la giusta collocazione come membro ufficiale. Questa formazione a sei risulta quindi la più completa e longeva, in quanto rimane stabile per diversi anni.
La nuova line-up pubblica nell'aprile 2002 il disco Gone, che riceve recensioni molto positive e permette alla band di farsi conoscere in tutto il mondo. In particolare, l'album spopola in Germania dove viene nominato album del mese e, in aggiunta, il singolo New Dawn rimane presente per lungo tempo nei club tedeschi.
Il terzo album Time of Despair, trainato dal singolo The Pit, esce nella primavera del 2002 a brevissimo tempo dal precedente, e li inserisce di fatto tra i grandi della scena gothic internazionale. Al disco segue poi un tour mondiale con altri gruppi gothic più importanti, come i Theatre of Tragedy.
Nel 2004 esce il loro quarto album, DiEversity. L'album non riscuote lo stesso successo di Gone, ma getta le basi per il successivo e più quotato Fatal Design e il singolo Bitter Sweet entra in classifica nelle prime posizioni in Finlandia. L'anno dopo esce Sliver, un EP che contiene tre tracce nuove, compresa l'accattivante hit Break Me, e due brani registrati dal vivo.
È del 2006 il quinto album, intitolato Fatal Design e che contiene due hit come Chameleon Halo e Surrender, con cui il gruppo sembra essere arrivato ad una maturità compositiva degna del nome che si sono fatti.
Qualche tempo dopo la pubblicazione dell'album, Riitta Heikkonen lascia il gruppo e i cinque superstiti, nel 2009, registrano Painstained. Il disco comprende il singolo Strife.
Hanno anche realizzato dei videoclip per alcune tra le loro canzoni più famose: New dawn, Bitter Sweet, Break Me e Surrender. In più di una occasione hanno inserito delle cover nei loro album: ad esempio Enjoy the Silence dei Depeche Mode e Tears Are Falling dei Kiss.
Nel 2010 esce la prima e finora unica compilation del gruppo, Rough n' Stripped. Si tratta di un doppio album: il primo cd, Rough, contiene le versioni originali delle loro canzoni più famose e il secondo, Stripped, presenta altro loro materiale, ma re-mixato per l'occasione. Inoltre la prima traccia, in entrambi i cd, è un inedito ed è quindi di fatto una nuova canzone in studio.
La band ha poi annunciato, nel gennaio 2014, di aver iniziato la registrazione del loro settimo album in studio che vedrà poi la luce alla fine del 2015 con il titolo di Chaotic Nation.

## Formazione

### Formazione attuale
- Mika Tauriainen - voce
- Tom Mikkola - chitarra
- Jaani Kähkönen - chitarra
- Joni Miettinen - basso
- Aksu Hanttu - batteria

### Ex componenti
- Riitta Heikkonen - tastiera
- T. Taipale - basso
- P. Willman - voce, chitarra

## Discografia

### Album in studio
- 1999 - The Treasures Within Hearts
- 2002 - Gone
- 2002 - Time of Despair
- 2004 - DiEversity
- 2006 - Fatal Design
- 2009 - Painstained
- 2015 - Chaotic Nation

### EP
- 2005 - Sliver

### Demo
- 1997 - Divine Infinity

### Raccolte
- 2010 - Rough n' Stripped

### Singoli
- 2000 - New Dawn
- 2002 - The Pit
- 2004 - Bitter Sweet
- 2005 - Break Me
- 2006 - Surrender
- 2006 - Chameleon Halo
- 2008 - Strife